# Албрехт II фон Еверщайн
Албрехт II фон Еверщайн (на немски: Albrecht II (Albert/Adilbert) Graf von Everstein; † сл. 1158) е граф от род Еверщайн в Долна Саксония в замък Еверщайн в района на Холцминден.

## Произход
Той е единствен син на граф Албрехт (Адалберт) I фон Еверщайн († сл. 1122) и съпругата му Юта/Юдит фон Шваленберг († сл. 1162), дъщеря на граф Видекинд I фон Шваленберг († 1137) и съпругата му Лутруд/Лутрадис фон Итер († 1149). Потомък е на Конрад I фон Еверщайн (пр. 1120 – 1128) и Мехтхилд фон Итер.
Майка му Юта фон Шваленберг се омъжва след 1122 г. втори път за граф Лудвиг II фон Лора († 1164). Така той е полубрат на граф Лудвиг III фон Лора († сл. 1227) и на Берингер II фон Клетенберг-Лора граф фон Щайн († 1190/1197).
Еверщайните са привърженици и роднини на Хоенщауфените и много се издигат след свалянето на Хайнрих Лъв ок. 1180 г. Фамилията се разделя от около 1200 г. на няколко линии, които измират през 14 век.

## Фамилия
Албрехт II фон Еверщайн е баща на:
- Албрехт III фон Еверщайн († сл. 1197), женен I. 1167 г. за принцеса Рикса Полска (* 1130/1140; † 16 юни 1185), II. за Кунигунда фон Бланкенбург
- Конрад фон Еверщайн († сл. 3 юни 1166)